# Osella FA1M
Osella FA1M – samochód Formuły 1, zaprojektowany przez Antonio Tomainiego i skonstruowany przez Osellę. Uczestniczył w sezonach 1989–1991 pod marką Osella i Fondmetal.

## Historia
Po 1988 roku z Formuły 1 zniknęły silniki turbodoładowane. W związku z tym Osella skorzystała z silników Ford Cosworth DFR. Zdecydowano o wystawieniu dwóch samochodów, dla Nicoli Lariniego i Piercarlo Ghinzaniego. Model FA1M okazał się jednak nieudaną konstrukcją. Był powolny i zawodny, chociaż podczas Grand Prix Japonii Larini zakwalifikował się na dziesiątym miejscu, a w Grand Prix Kanady przez kilka okrążeń jechał na trzeciej pozycji. Osella nie zdołała zdobyć punktów w sezonie, natomiast Ghinzani zakończył karierę po zakończeniu sezonu.
W 1990 roku Enzo Osella sprzedał udziały w zespole Gabriele Rumiemu, właścicielowi firmy Fondmetal. W sezonie wystawiono ulepszony ubiegłoroczny model o oznaczeniu FA1M-E. Jedynym kierowcą był Olivier Grouillard. Grouillard wielokrotnie się nie kwalifikował i nie zdobył punktów.
Pod koniec 1990 roku Rumi przejął kontrolę nad zespołem Osella i zmienił jego nazwę na Fondmetal. Otworzył nową fabrykę w Palosco i zatrudnił Gianfranco Palazzoliego w charakterze menedżera. Grouillard został w zespole. Na dwa pierwsze wyścigi sezonu 1991 wystawiono starą Osellę o oznaczeniu Fondmetal FA1M-E. Po Grand Prix Brazylii samochód został zastąpiony przez produkt biura projektowego Robina Herda o oznaczeniu Fomet F1.

## Wyniki w Formule 1
| Sezon | Konstruktor    | Kierowcy           | Wyniki w poszczególnianych eliminacjach | Wyniki w poszczególnianych eliminacjach | Wyniki w poszczególnianych eliminacjach | Wyniki w poszczególnianych eliminacjach | Wyniki w poszczególnianych eliminacjach | Wyniki w poszczególnianych eliminacjach | Wyniki w poszczególnianych eliminacjach | Wyniki w poszczególnianych eliminacjach | Wyniki w poszczególnianych eliminacjach | Wyniki w poszczególnianych eliminacjach | Wyniki w poszczególnianych eliminacjach | Wyniki w poszczególnianych eliminacjach | Wyniki w poszczególnianych eliminacjach | Wyniki w poszczególnianych eliminacjach | Wyniki w poszczególnianych eliminacjach | Wyniki w poszczególnianych eliminacjach | Wyniki kierowców | Wyniki kierowców | Wyniki konstruktora | Wyniki konstruktora |
| 1989  |                |                    | Brazylia                                | San Marino                              | Monako                                  | Meksyk                                  | Stany Zjednoczone                       | Kanada                                  | Francja                                 | Wielka Brytania                         | Niemcy                                  | Węgry                                   | Belgia                                  | Włochy                                  | Portugalia                              | Hiszpania                               | Japonia                                 | Australia                               | Pkt.             | Msc.             | Pkt.                | Msc.                |
| ----- | -------------- | ------------------ | --------------------------------------- | --------------------------------------- | --------------------------------------- | --------------------------------------- | --------------------------------------- | --------------------------------------- | --------------------------------------- | --------------------------------------- | --------------------------------------- | --------------------------------------- | --------------------------------------- | --------------------------------------- | --------------------------------------- | --------------------------------------- | --------------------------------------- | --------------------------------------- | ---------------- | ---------------- | ------------------- | ------------------- |
| 1989  | Osella-Ford    | Nicola Larini      | DK                                      | 12                                      | NPK                                     | NPK                                     | NPK                                     | NU                                      | NPK                                     | NU                                      | NPK                                     | NPK                                     | NPK                                     | NU                                      | NPK                                     | NU                                      | NU                                      | NU                                      | 0                | 33               | 0                   | 17                  |
| 1989  | Osella-Ford    | Piercarlo Ghinzani | NPK                                     | NPK                                     | NPK                                     | NPK                                     | NPK                                     | NPK                                     | NPK                                     | NPK                                     | NPK                                     | NU                                      | NPK                                     | NPK                                     | NPK                                     | NU                                      | NPK                                     | NU                                      | 0                | NS               | 0                   | 17                  |
| 1990  |                |                    | Stany Zjednoczone                       | Brazylia                                | San Marino                              | Monako                                  | Kanada                                  | Meksyk                                  | Francja                                 | Wielka Brytania                         | Niemcy                                  | Węgry                                   | Belgia                                  | Włochy                                  | Portugalia                              | Hiszpania                               | Japonia                                 | Australia                               | Pkt.             | Msc.             | Pkt.                | Msc.                |
| 1990  | Osella-Ford    | Olivier Grouillard | NU                                      | NU                                      | NU                                      | NZ                                      | 13                                      | 19                                      | NPK                                     | NZ                                      | NZ                                      | NPK                                     | 16                                      | NU                                      | NZ                                      | NU                                      | NZ                                      | 13                                      | 0                | 31               | 0                   | 16                  |
| 1991  |                |                    | Stany Zjednoczone                       | Brazylia                                | San Marino                              | Monako                                  | Kanada                                  | Meksyk                                  | Francja                                 | Wielka Brytania                         | Niemcy                                  | Węgry                                   | Belgia                                  | Włochy                                  | Portugalia                              | Hiszpania                               | Japonia                                 | Australia                               | Pkt.             | Msc.             | Pkt.                | Msc.                |
| 1991  | Fondmetal-Ford | Olivier Grouillard | NPK                                     | NPK                                     | -                                       | -                                       | -                                       | -                                       | -                                       | -                                       | -                                       | -                                       | -                                       | -                                       | -                                       | -                                       | -                                       | -                                       | 0                | 34               | 0                   | 16                  |